# Bargi-Talsperre
Die Bargi-Talsperre ist eine der ersten fertiggestellten Talsperren einer Kette von 30 größeren Talsperren, die an der Narmada in Madhya Pradesh in Indien gebaut werden sollen. Zwei bedeutende Bewässerungsprojekte namens Bargi-Diversion-Projekt und Rani-Avantibai-Lodhi-Sagar-Projekt bestehen bereits. 
Die Staumauer ist 69 m hoch und 5357 m lang. Der Stausee ist ca. 75 km lang und 4,5 km breit und erstreckt sich bei Vollstau über 268 km² in den Distrikten Jabalpur, Mandla und Seoni.